# Adolf Friedrich Georg Wichmann

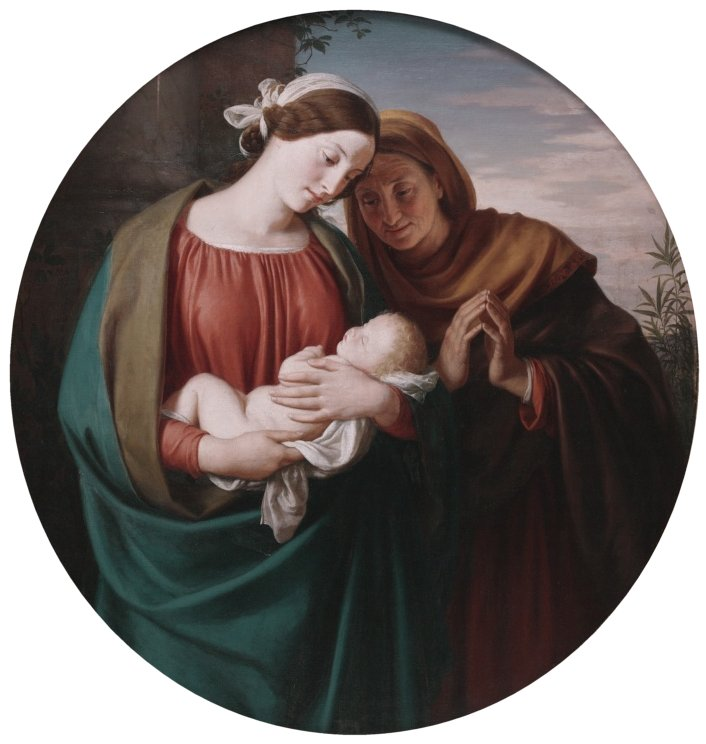
Madonna mit Kind

Adolf Friedrich Georg Wichmann (* 18. März 1820 in Celle; † 17. Februar 1866 in Dresden) war ein deutscher Maler.

## Leben
Adolf Friedrich Georg Wichmann war ein Sohn von Franz Wichmann (1776–1850), Rat am Oberappellationsgericht Celle aus dessen zweiter Ehe, und ein Enkel des Pastors und Pädagogen Christian Rudolf Karl Wichmann. Der Astronom Moritz Ludwig Georg Wichmann war sein jüngerer Bruder. Ab 1838 besuchte er die Akademie in Dresden, wo er in Bendemanns Atelier bis 1847 arbeitete. 1845 wurde erstmals ein Bild von ihm mit einer Goldmedaille ausgezeichnet. 1862 schuf er die Porträts von Martin Luther und Philipp Melanchthon für die Kirche in Carlsfeld, 1863 folgte das Porträt von Friedrich Anton von Heynitz nach Anton Graff für die heutige TU Bergakademie Freiberg. Von 1847 bis 1851 war er in Venedig und Rom tätig, kam danach nach Dresden zurück. Ab 1862 unterrichtete er an der Dresdner Kunstakademie.